# Traité du rossignol
Pour plus de détails, voir Fiche technique et Distribution.
Traité du rossignol est un film français réalisé par Jean Fléchet et sorti en 1971.

## Synopsis
Dans une nuit de printemps dans le sud de la France, les rossignols chantent tandis que le jour ne daigne plus se lever. Une œuvre documentaire sur la nature et ses oiseaux.

## Fiche technique
- Titre : Traité du rossignol
- Réalisation : Jean Fléchet
- Assistant réalisateur : Michel Wyn
- Scénario : Jean Fléchet
- Photographie : Renan Pollès et Jean-Jacques Renon
- Son : Dominique Hennequin
- Musique : Jacob Druckman
- Montage : Noun Serra
- Production : Les Films Verts
- Pays :  France
- Durée : 105 minutes
- Date de sortie : France - 16 mars 1971[1]

## Distribution
- Françoise Brion : Mélanie Blanc
- Richard Leduc : Vigo, le preneur de son
- Hermine Karagheuz : Lela
- Roger Blin : Lars Larsen
- Marpessa Dawn : la femme du train
- Édith Garnier : la dormeuse
- Lucien Raimbourg : le père de Mélanie
- Marc Eyraud : le cycliste

## Sélection
- Festival de Mannheim 1970[2]